# Torneio Pré-Olímpico de Voleibol Masculino de 2012 - NORCECA
O torneio pré-olímpico de voleibol masculino da NORCECA de 2012 ocorreu de 7 a 12 de maio de 2012. Foi disputado por oito equipes da América do Norte e da América Central e a seleção dos Estados Unidos assegurou vaga nos Jogos Olímpicos de 2012.

## Equipes participantes
| Equipe               | Participações olímpicas                                   | Melhor participação    |
| -------------------- | --------------------------------------------------------- | ---------------------- |
| Canadá               | 3 (1976, 1984 e 1992)                                     | 1984 (4º)              |
| Costa Rica           | nenhuma                                                   | -                      |
| Cuba                 | 6 (1972, 1976, 1980, 1992, 1996 e 2000)                   | 1976 (3º)              |
| México               | 1 (1968)                                                  | 1968 (10º)             |
| Porto Rico           | nenhuma                                                   | -                      |
| República Dominicana | nenhuma                                                   | -                      |
| Trinidad e Tobago    | nenhuma                                                   | -                      |
| Estados Unidos       | 9 (1964, 1968, 1984, 1988, 1992, 1996, 2000, 2004 e 2008) | 1984, 1988 e 2008 (1º) |

## Primeira fase
- Horários UTC-7

### Grupo A
|     |                   |     | Jogos | Jogos | Jogos | Pontos | Pontos | Pontos | Sets | Sets | Sets  |
| Pos | Equipe            | Pts | T     | V     | D     | V      | P      | R      | V    | P    | R     |
| --- | ----------------- | --- | ----- | ----- | ----- | ------ | ------ | ------ | ---- | ---- | ----- |
| 1   | Estados Unidos    | 9   | 3     | 3     | 0     | 225    | 121    | 1.860  | 9    | 0    | MAX   |
| 2   | México            | 5   | 3     | 2     | 1     | 225    | 216    | 1.042  | 6    | 4    | 1.500 |
| 3   | Trinidad e Tobago | 4   | 3     | 1     | 2     | 194    | 229    | 0.847  | 4    | 6    | 0.667 |
| 4   | Costa Rica        | 0   | 3     | 0     | 3     | 147    | 225    | 0.653  | 0    | 9    | 0,000 |

| Data   | Hora  |                   | Placar |                      | Set 1 | Set 2 | Set 3 | Set 4 | Set 5 | Total | Relatório |
| ------ | ----- | ----------------- | ------ | -------------------- | ----- | ----- | ----- | ----- | ----- | ----- | --------- |
| 07 May | 15:02 | 'México '         | 3–0    | Costa Rica           | 25–17 | 25–18 | 25–20 |       |       | 75–55 | 75–55     |
| 07 May | 20:00 | 'Estados Unidos ' | 3–0    | Trinidad e Tobago    | 25–9  | 25–10 | 25–14 |       |       | 75–33 | 75–33     |
| 08 May | 15:00 | 'México '         | 3–1    | Trinidad e Tobago    | 25–18 | 19–25 | 25–21 | 25–22 |       | 94–86 | 94–86     |
| 08 May | 20:00 | 'Estados Unidos ' | 3–0    | Costa Rica           | 25–14 | 25–9  | 25–9  |       |       | 75–32 | 75–32     |
| 09 May | 15:00 | Costa Rica        | 0–3    | ' Trinidad e Tobago' | 18–25 | 23–25 | 19–25 |       |       | 60–75 | 60–75     |
| 09 May | 20:00 | 'Estados Unidos ' | 3–0    | México               | 25–23 | 25–19 | 25–14 |       |       | 75–56 | 75–56     |

### Grupo B
|     |                      |     | Jogos | Jogos | Jogos | Pontos | Pontos | Pontos | Sets | Sets | Sets  |
| Pos | Equipe               | Pts | T     | V     | D     | V      | P      | R      | V    | P    | R     |
| --- | -------------------- | --- | ----- | ----- | ----- | ------ | ------ | ------ | ---- | ---- | ----- |
| 1   | Canadá               | 9   | 3     | 3     | 0     | 225    | 160    | 1.406  | 9    | 0    | MAX   |
| 2   | Cuba                 | 6   | 3     | 2     | 1     | 209    | 182    | 1.148  | 6    | 3    | 2,000 |
| 3   | Porto Rico           | 3   | 3     | 1     | 2     | 183    | 199    | 0.920  | 3    | 6    | 0.500 |
| 4   | República Dominicana | 0   | 3     | 0     | 3     | 149    | 225    | 0.662  | 0    | 9    | 0,000 |

| Data   | Hora  |               | Placar |                      | Set 1 | Set 2 | Set 3 | Set 4 | Set 5 | Total | Relatório |
| ------ | ----- | ------------- | ------ | -------------------- | ----- | ----- | ----- | ----- | ----- | ----- | --------- |
| 07 May | 13:00 | 'Canadá '     | 3–0    | República Dominicana | 25–21 | 25–13 | 25–15 |       |       | 75–49 | 75–49     |
| 07 May | 18:00 | 'Cuba '       | 3–0    | Porto Rico           | 25–20 | 25–18 | 25–18 |       |       | 75–56 | 75–56     |
| 08 May | 13:00 | 'Cuba '       | 3–0    | República Dominicana | 25–15 | 25–21 | 25–15 |       |       | 75–51 | 75–51     |
| 08 May | 18:00 | 'Canadá '     | 3–0    | Porto Rico           | 25–19 | 25–20 | 25–13 |       |       | 75–52 | 75–52     |
| 09 May | 13:00 | 'Porto Rico ' | 3–0    | República Dominicana | 25–15 | 25–18 | 25–16 |       |       | 75–49 | 75–49     |
| 09 May | 18:00 | Cuba          | 0–3    | ' Canadá'            | 21–25 | 17–25 | 21–25 |       |       | 59–75 | 59–75     |

## Fase final
|  | Quartas-de-final  | Quartas-de-final |            |   | Semifinais | Semifinais |  |  | Final | Final |
|  |                   |                  |            |   |            |            |  |  |       |       |
|  |                   |                  |            |   |            |            |  |  |       |       |
|  |                   |                  |            |   |            |            |  |  |       |       |
|  |                   |                  |            |   |            |            |  |  |       |       |
|  | 11 de maio        |                  |            |   |            |            |  |  |       |       |
|  |                   |                  |            |   |            |            |  |  |       |       |
|  | Canadá            | 3                |            |   |            |            |  |  |       |       |
|  | Canadá            | 3                | 10 de maio |   |            |            |  |  |       |       |
|  |                   | Porto Rico       | 2          |   |            |            |  |  |       |       |
|  | México            | Porto Rico       | 2          | 1 |            |            |  |  |       |       |
|  | México            |                  | 12 de maio | 1 |            |            |  |  |       |       |
|  | Porto Rico        | 3                |            |   |            |            |  |  |       |       |
|  | Porto Rico        | 3                | Canadá     | 0 |            |            |  |  |       |       |
|  |                   |                  | Canadá     | 0 |            |            |  |  |       |       |
|  |                   | Estados Unidos   | 3          |   |            |            |  |  |       |       |
|  |                   | Estados Unidos   | 3          |   |            |            |  |  |       |       |
|  | 11 de maio        |                  |            |   |            |            |  |  |       |       |
|  |                   |                  |            |   |            |            |  |  |       |       |
|  | Estados Unidos    | 3                |            |   |            |            |  |  |       |       |
|  | Estados Unidos    | 3                | 10 de maio |   |            |            |  |  |       |       |
|  |                   | Cuba             | 1          |   |            |            |  |  |       |       |
|  | Cuba              | Cuba             | 1          | 3 |            |            |  |  |       |       |
|  | Cuba              |                  |            | 3 |            |            |  |  |       |       |
|  | Trinidad e Tobago | 0                |            |   |            |            |  |  |       |       |
|  | Trinidad e Tobago | 0                |            |   |            |            |  |  |       |       |

### Quartas-de-final
| Data   | Hora  |         | Placar |                   | Set 1 | Set 2 | Set 3 | Set 4 | Set 5 | Total | Relatório |
| ------ | ----- | ------- | ------ | ----------------- | ----- | ----- | ----- | ----- | ----- | ----- | --------- |
| 10 May | 18:00 | 'Cuba ' | 3–0    | Trinidad e Tobago | 25–18 | 25–13 | 25–16 |       |       | 75–47 | 75–47     |
| 10 May | 20:00 | México  | 1–3    | ' Porto Rico'     | 21–25 | 23–25 | 25–20 | 19–25 |       | 88–95 | 88–95     |

### 5º a 8º lugares
| Data   | Hora  |                         | Placar |                   | Set 1 | Set 2 | Set 3 | Set 4 | Set 5 | Total | Relatório |
| ------ | ----- | ----------------------- | ------ | ----------------- | ----- | ----- | ----- | ----- | ----- | ----- | --------- |
| 11 May | 13:00 | Costa Rica              | 0–3    | ' México'         | 19–25 | 19–25 | 16–25 |       |       | 54–75 | 54–75     |
| 11 May | 15:00 | 'República Dominicana ' | 3–1    | Trinidad e Tobago | 25–21 | 22–25 | 27–25 | 25–19 |       | 99–90 | 99–90     |

### Semifinais
| Data   | Hora  |                   | Placar |            | Set 1 | Set 2 | Set 3 | Set 4 | Set 5 | Total   | Relatório |
| ------ | ----- | ----------------- | ------ | ---------- | ----- | ----- | ----- | ----- | ----- | ------- | --------- |
| 11 May | 18:00 | 'Canadá '         | 3–2    | Porto Rico | 22–25 | 25–23 | 19–25 | 25–23 | 15–11 | 106–107 | 106–107   |
| 11 May | 21:07 | 'Estados Unidos ' | 3–1    | Cuba       | 21–25 | 25–18 | 25–17 | 25–16 |       | 96–76   | 96–76     |

### 7º lugar
| Data   | Hora  |            | Placar |                      | Set 1 | Set 2 | Set 3 | Set 4 | Set 5 | Total | Relatório |
| ------ | ----- | ---------- | ------ | -------------------- | ----- | ----- | ----- | ----- | ----- | ----- | --------- |
| 12 May | 13:00 | Costa Rica | 1–3    | ' Trinidad e Tobago' | 18–25 | 23–25 | 25–15 | 22–25 |       | 88–90 | 88–90     |

### 5º lugar
| Data   | Hora  |           | Placar |                      | Set 1 | Set 2 | Set 3 | Set 4 | Set 5 | Total | Relatório |
| ------ | ----- | --------- | ------ | -------------------- | ----- | ----- | ----- | ----- | ----- | ----- | --------- |
| 12 May | 15:21 | 'México ' | 3–0    | República Dominicana | 25–21 | 25–16 | 25–21 |       |       | 75–58 | 75–58     |

### 3º lugar
| Data   | Hora  |            | Placar |         | Set 1 | Set 2 | Set 3 | Set 4 | Set 5 | Total | Relatório |
| ------ | ----- | ---------- | ------ | ------- | ----- | ----- | ----- | ----- | ----- | ----- | --------- |
| 12 May | 17:20 | Porto Rico | 0–3    | ' Cuba' | 20–25 | 21–25 | 15–25 |       |       | 56–75 | 56–75     |

### Final
| Data   | Hora  |        | Placar |                   | Set 1 | Set 2 | Set 3 | Set 4 | Set 5 | Total | Relatório |
| ------ | ----- | ------ | ------ | ----------------- | ----- | ----- | ----- | ----- | ----- | ----- | --------- |
| 12 May | 20:00 | Canadá | 0–3    | ' Estados Unidos' | 26–28 | 18–25 | 20–25 |       |       | 64–78 | 64–78     |

## Classificação final
| Rank | Team                 |
| ---- | -------------------- |
| 1    | Estados Unidos       |
| 2    | Canadá               |
| 3    | Cuba                 |
| 4    | Porto Rico           |
| 5    | México               |
| 6    | República Dominicana |
| 7    | Trinidad e Tobago    |
| 8    | Costa Rica           |

## Prêmios individuais
| MVP (Most Valuable Player) | Clayton Stanley  | Estados Unidos |
| Melhor atacante            | Matthew Anderson | Estados Unidos |
| Melhor bloqueio            | David Lee        | Estados Unidos |
| Melhor saque               | Pedro Rangel     | México         |
| Melhor líbero              | Gregory Barrios  | Porto Rico     |
| Melhor levantador          | Pedro Rangel     | México         |
| Melhor recepção            | Keibel Gutiérrez | Cuba           |
| Melhor defesa              | Jesús Rangel     | México         |
| Maior pontuador            | Juan Figueroa    | Porto Rico     |